# Maathorneferure
Maathorneferure també escrit Mat-Horneferu-Ra ('La que mira a Horus i la bellesa de Ra') fou una princesa hitita i reina egípcia, casada amb Ramsès II en el 35è any de regnat d'aquest.

## Biografia
Era filla d'Hattusilis III. Les dues dones principals de Ramsès, Nefertari i Isetnofret, ja havien mort i les reines que encara podien estar vives eren totes germanes del rei.
Les inscripcions diuen que fou rebuda a Pi-Ramsès i que era molt bella i fou la més estimada de les esposes del faraó. Maathorneferure fou el seu nom egipci (no es coneix el seu nom hitita) i fou elevada a la condició d'esposa principal, un honor extraordinari per a princeses no egípcies. Va tenir almenys una filla amb Ramsès II.
Es creu que va morir uns set anys després del casament i llavors es va casar amb una altra princesa hitita, potser germana petita de Maathornefure, el nom de la qual s'ha perdut i la seva sort es desconeix.